# Roberta Metsola Tedesco Triccas
Roberta Metsola Tedesco Triccas   (San Ġiljan, 18 de gener de 1979) és una membre del Parlament Europeu (eurodiputada) en representació de Malta. Des de gener de 2022 és la presidenta del Parlament Europeu.

## Biografia
Advocada i especialitzada en dret i política europea, va exercir com a agregada de cooperació jurídica i judicial de Malta dins de la Representació permanent de Malta davant la Unió Europea. Del 2012 al 2013, va ser assessora jurídica de l'alta representant de la Unió per a afers exteriors i política de seguretat, Catherine Ashton.

## Carrera política

### Inici
Durant els seus anys d'estudiant, va formar part de SDM (Studenti Demokristjani Maltin), KNZ (The National Youth Council) i MZPN (Moviment Zgħazagħ Partit Nazzjonalista), abans de ser escollida secretària general dels estudiants demòcrates europeus (EDS - la branca estudiantil de PPE), així com a publicacions dins del Fòrum Europeu de la Joventut (YJF). El 2002 va ser elegida vicepresidenta de la Convenció de la Joventut sobre el Futur d'Europa, que va obrir el camí perquè s’impliqués estretament en la negociació i redacció del Tractat Constitucional Europeu i, posteriorment, del Tractat de Lisboa.
Metsola ha estat activa dins del Partit Nazzjonalista a Malta des de la joventut, servint a la secretaria internacional del partit; fent campanyes actives per obtenir un vot «SÍ» en el referèndum d'adhesió a la UE del 2003 i fent voluntariat amb ELCOM, el braç electoral del PN. Es va presentar a les eleccions al Parlament Europeu del 2004 i al Parlament Europeu del 2009 com a candidata nacionalista a Malta. No va ser elegida en cap d'aquestes eleccions.

### Membre del Parlament Europeu

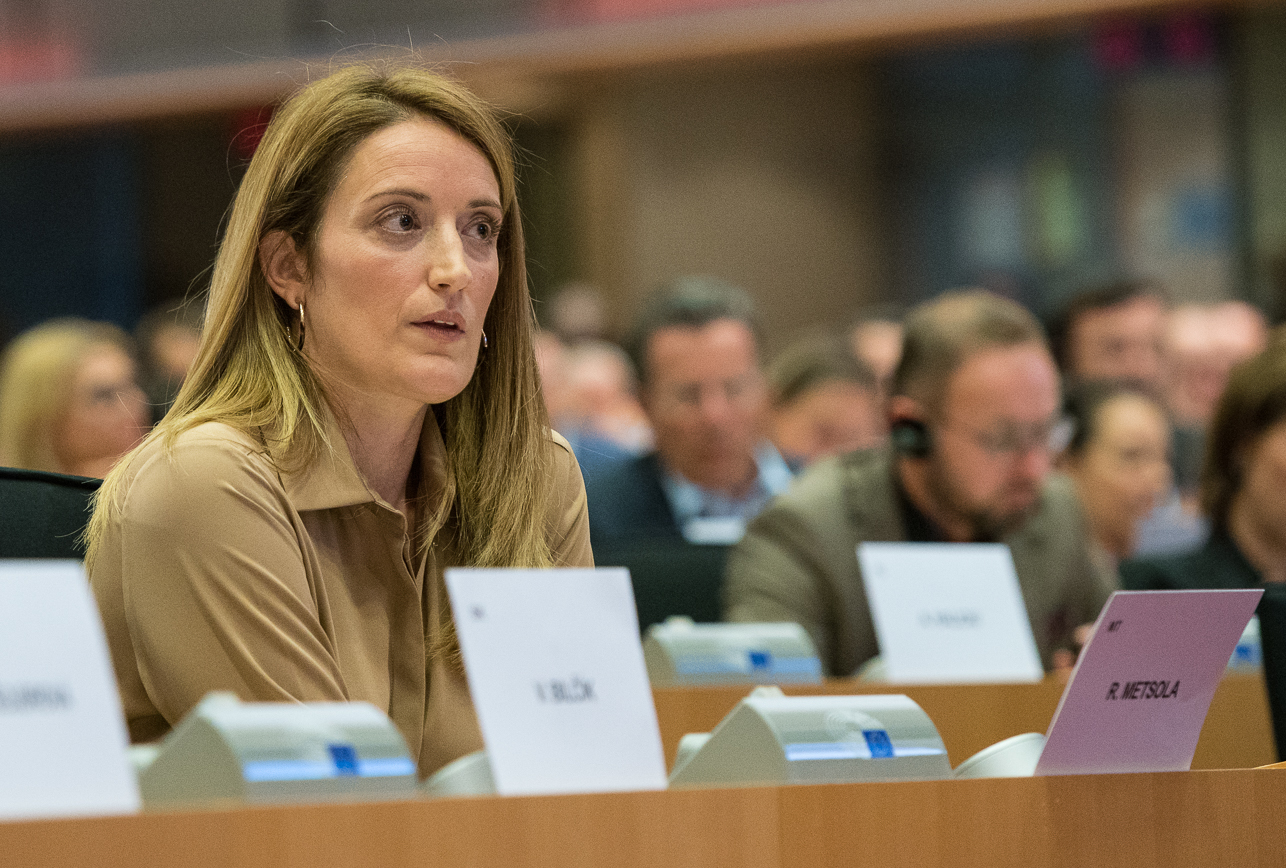
Metsola fa una pregunta per a la Comissió Von der Leyen el 2019.

El 24 d'abril de 2013 va ocupar el lloc vacant de Simon Busuttil, convertint-se en una de les primeres dones del Parlament europeu a Malta, sent membre del Grup del Partit Popular Europeu (PPE).
Des del 2014, exerceix de vicepresidenta de la Comissió de Peticions (PETI). A més, col·labora i forma part dels següents comitès: el Comitè especial de delictes organitzats, corrupció i blanqueig de capitals (CRIM), el Comitè de llibertats civils, justícia i assumptes interiors (LIBE) i la delegació del Parlament per a les relacions amb Albània, Bòsnia i Hercegovina, Sèrbia, Montenegro i Kosovo (DSEE). Dins de LIBE, forma part del grup de control de l'estat de dret (ROLMG) des del 2018.
Des del 2016 fins al 2017, Metsola va formar part de la comissió d'investigació del Parlament sobre blanqueig de capitals, elusió fiscal i evasió fiscal (PANA) que va investigar les revelacions i els esquemes d'evasió fiscal dels papers de Panamà. També va ser escollida membre substitut del Comitè per al mercat interior i la protecció del consumidor (IMCO), la delegació per a les relacions amb Suïssa, Noruega, la Comissió Parlamentària Mixta UE-Islàndia i la Comissió Parlamentària Mixta de l'Espai Econòmic Europeu (EEE). (DEEA) i la delegació a l'Assemblea Parlamentària de la Unió per la Mediterrània (DMED). Metsola va exercir de vicepresidenta del Parlament Europeu des del 12 d'octubre del 2020 fins al 18 de gener del 2022.
A més de les tasques de la seva comissió, Metsola és membre de l'Intergrup sobre Drets dels Infants del Parlament Europeu. Actualment apareix al document «Assignació d'aliats fiables al Parlament Europeu (2014 - 2019)» com a «membre del vuitè Parlament Europeu susceptible de donar suport als valors de la societat oberta durant la legislatura 2014-2019», amb funcions de coordinació del «Comitè de llibertats civils, justícia i assumptes interiors (LIBE)».

### Presidenta del Parlament Europeu
El 18 de gener del 2022 fou nomenada Presidenta del Parlament Europeu després de la mort del seu predecessor David Sassoli l'11 de gener. Després de les eleccions al Parlament Europeu de 2024 va renovar el càrrec amb 562 vots a favor dels 623 registrats en primera volta contra l'única candidatura alternativa, Irene Montero.

## Altres activitats
- Wilfried Martens Center for European Studies, membre del Consell Executiu[13]
- Amics d'Europa, membre del Patronat (des del 2020)[14]

## Posicions polítiques
En la seva condició de membre de LIBE, Metsola va liderar el treball del PPE sobre el «full de ruta de la UE contra l'homofòbia i la discriminació per motius d'orientació sexual i identitat de gènere» no vinculant el 2014.
Metsola és coneguda, també, per la seva oposició al dret a l'avortament.
Va ser coautora d'un informe no vinculant sobre la crisi dels immigrants europeus el 2016, amb l'objectiu d'establir un «enfocament legislatiu obligatori» sobre el reassentament i els nous acords de «readmissió» a tota la UE que haurien de tenir precedència sobre els bilaterals entre la UE i els països -País de la UE.

## Controvèrsies
L'octubre de 2020, Metsola va proposar esmenes a una resolució de LIBE sobre Bulgària que va provocar controvèrsia. Va insistir que el document inclogués informació sobre les protestes a Bulgària finançades per un cap de joc amb 18 càrrecs contra ell. Després que centenars de manifestants es posessin en contacte amb ella a les xarxes socials i que fos amenaçada amb una demanda per difamació i difusió de «notícies falses», Metsola va bloquejar l'accés a les seves xarxes socials des de Bulgària i va retirar l'esmena proposada.

## Vida personal
Roberta i el seu marit finès Ukko Metsola (Partit de la Coalició Nacional) es van presentar a les eleccions al Parlament Europeu de 2009, convertint-se en la primera parella casada a presentar-se a les mateixes eleccions al Parlament Europeu de dos estats membres diferents.

## Galeria
- Vídeo de presentació (anglès)
- Vídeo de presentació (maltès)